# Ascii
För teckenkodning för datorer, se ASCII.
Ascii (latin, av klassisk grekiska nekande a och skia, skugga), "skugglösa", är en ålderdomlig benämning på invånarna i den tropiska zonen, där solen vid vissa tider står i zenit, vilket gör, att föremålen då ej kastar någon skugga. De kallas också amphiscii, "tvåskuggade", eftersom de under ena hälften av året kastar sin skugga åt söder, andra hälften åt norr.
Antiscii, "motskuggade", kallas invånarna i norra tempererade zonen, i motsats till dem, som bor i den södra, emedan de förras skugga om middagen alltid faller mot norr, de senares alltid mot söder. Dessa och liknande uttryck brukas dock numera sällan.